# Tech 1 Racing
Tech 1 Racing é uma equipe de automobilismo com sede em Toulouse, França. Atualmente, a equipe compete na World Series by Renault e Eurocup Mégane Trophy. A Tech 1 Racing participou das temporadas de 2010 e 2011 da GP3 Series.